# Buckowbrücke
Buckowbrücke ist ein Wohnplatz der Stadt Zossen im Landkreis Teltow-Fläming in Brandenburg.

## Geografische Lage
Der Wohnplatz liegt rund 1,8 km südwestlich des Stadtzentrums und grenzt im Süden an die Gemeinde Am Mellensee. Nordnordwestlich liegt der Zossener Ortsteil Horstfelde, südsüdöstlich der Gemeindeteil Waldstadt. Westlich fließt die Notte, ein linker Zufluss der Dahme am Wohnplatz vorbei.

## Geschichte
Der Wohnplatz erschien erstmals im Jahr 1927 als Abbau zu Zossen gehörig. Dort lebten im Jahr 1925 insgesamt sechs Personen. Die dort über die Notte führende Brücke wurde im Jahr 1950 wiederhergestellt.